# Oslo Spektrum
El Oslo Spektrum de Oslo (Noruega) es una sala de variedades abierta en 1990 en la capital noruega.
La sala, con capacidad para unas 9.700 personas, es la sede habitual de los conciertos del Premio Nobel de la Paz, los Nordic Music Awards y los Spellemannsprisen (los Grammy noruegos). Acogió el Festival de la Canción de Eurovisión 1996 y el MGP Nordic 2007.
Toto, Mariah Carey, Selena Gomez, a-ha, Frank Sinatra, Britney Spears, Lady Gaga, Nicki Minaj, Loreen, Christina Aguilera, Shania Twain, Eminem, Green Day, Elton John, Robbie Williams, Guns N' Roses, Megadeth,Paul McCartney, Tina Turner, Bruce Springsteen, Slayer ,Lana Del Rey y Marcus y Martinus son algunos de los cantantes que han actuado en este espacio, adaptable para concierto, partidos deportivos, conferencias, etc.